# Mémorial Rik Van Steenbergen
Le Mémorial Rik Van Steenbergen est une course cycliste belge disputée à Aartselaar, en province d'Anvers. Créé en 1991, il doit son nom à Rik Van Steenbergen, triple champion du monde de cyclisme sur route.
Il fait partie de l'UCI Europe Tour à partir de 2005, en catégorie 1.1. L'épreuve n'a plus été organisée à partir de 2012 et son retour est repoussé chaque année. Depuis 2019, l'épreuve est une des manches de la Coupe de Belgique sur route. Annulée en 2020 en raison de la pandémie de Covid-19, la course n'a pas lieu non plus en 2021.

## Palmarès
| Année     | Vainqueur                | Deuxième                | Troisième          |
| --------- | ------------------------ | ----------------------- | ------------------ |
| 1991      | Olaf Ludwig              | Koen Vekemans           | John van den Akker |
| 1992      | Patrick Deneut           | Kurt Onclin             | Viatcheslav Ekimov |
| 1993      | Mario Cipollini          | Niko Eeckhout           | Eddy Schurer       |
| 1994      | Djamolidine Abdoujaparov | Jean-Pierre Heynderickx | Tom Steels         |
| 1995      | Tom Steels               | Eric Vanderaerden       | Jacek Mickiewicz   |
| 1996      | Jans Koerts              | Jens Heppner            | Danny Daelman      |
| 1997      | Andreï Tchmil            | Hans De Meester         | Robbie Vandaele    |
| 1998      | Ján Svorada              | Andreï Tchmil           | Peter Van Petegem  |
| 1999      | Giuliano Figueras        | Jeroen Blijlevens       | Jo Planckaert      |
| 2000      | Lars Michaelsen          | Matthé Pronk            | Robert Hunter      |
| 2001      | Niko Eeckhout            | Geert Omloop            | Nicolas Jalabert   |
| 2002      | Steffen Radochla         | Robbie McEwen           | Laurent Jalabert   |
| 2003      | Niko Eeckhout            | Cédric Vasseur          | Johan Museeuw      |
| 2004      | Tom Boonen               | Niko Eeckhout           | Ralf Grabsch       |
| 2005      | Jean-Patrick Nazon       | Wim De Vocht            | Jens Renders       |
| 2006      | Niko Eeckhout            | Robbie McEwen           | Steffen Radochla   |
| 2007      | Greg Van Avermaet        | Niko Eeckhout           | Steven de Jongh    |
| 2008      | Gert Steegmans           | Stefan van Dijk         | Jürgen Roelandts   |
| 2009      | Niko Eeckhout            | Stefan van Dijk         | Steven de Jongh    |
| 2010      | Michael Van Staeyen      | Robbie McEwen           | Jürgen Roelandts   |
| 2011      | Kenny van Hummel         | André Greipel           | Denis Galimzyanov  |
| 2012      | Theo Bos                 | Kenny van Hummel        | Mark Renshaw       |
| 2013-2018 | non-organisé             | non-organisé            | non-organisé       |
| 2019      | Dries De Bondt           | Jimmy Janssens          | Piotr Havik        |
| 2020-2021 | annulé/abandonné         | annulé/abandonné        | annulé/abandonné   |
| 2022      | Tim Merlier              | Mark Cavendish          | Dylan Groenewegen  |